# 维尔吉廖镇
维尔吉廖镇（義大利語：Borgo Virgilio）是意大利伦巴第大区曼托瓦省的市镇。面积为69.99平方公里，2017年时的人口数量为14,660人。
该市镇是在2014年5月25日由博戈福泰和维尔吉廖两个市镇合并而成。2013年12月1日在本地举行了公投，68%的居民支持合并，32%的居民反对合并。